# Pietro Armando Lavini
Pietro Armando Lavini (Potenza Picena (Olaszország),  1927 július 7- 2015 augusztus 9), kapucinus szerzetes. Pietro atyának, illetve „Isten kőművesének” hívták, mert egész életét arra tette fel, hogy egyedül építsen meg egy templomot a Sibillini Nemzeti Park területén, Rubbiano (Montefortino[forrás?] településhez közel.

## Élete
Sibillini Szent Leonárd-templom
Közép-Olaszország keleti részén, az Appenninekben helyezkedik el a Sibillini Nemzeti Park, Montemonaco, illetve Rubbiano falucska közelében. A Zampa-hegytől (1791 m) nem messze, a völgy túloldalán, 914 méter magasan, meredek lejtőkkel körbevéve, egy földteraszon áll a templom. 2010-ben húszezer látogatót vonzott.
Armando Lavini olyan szegény családból származott, hogy pontos születési dátuma sem maradt fenn. Szülei a kis Armandót illegális gyermekmunkára adták kölcsön, ahol éjszakai szántáson kellett dolgoznia. Még cipője sem volt, amikor mégis lett, egy fadobozt készített, annyira óvta a sérülésektől. Szülei a gyermeket a kapucinusokhoz adták. Velük, egy kiránduláson látta meg először azt a helyet, ahol most is dolgozik. Romokat talált egy nagyon szép természeti környezetben. Visszaemlékezésében a romokat oltárhoz és a természetet egy zöld katedrálishoz hasonlította. 1971 óta egyetlen célnak rendelte alá életét: felépíteni azt a templomot, ahová nem vezet út, csak meredek turistaösvényen lehet felmenni. Úgy érezte, Isten keze nehezedik rá: „Építsd fel házamat.” A táplálkozásra nem nagyon figyelt. A faluból a hentes, illetve a fia adott neki élelmiszert, amikor Pietro atya a faluba jött elkérni a maradék építkezési anyagokat, amelyeket saját erőből cipelt fel a hegyre.
Tevékenységére akkor derült fény, amikor felháborodott turisták bejelentést tettek egy újságírónak: valakik nagyszabású építkezésbe kezdtek a Nemzeti Park közepén. Andreas Englischnek leleplező cikk képe lebegett a szeme előtt, és nyomozásba kezdett. Mikor a gyanú Pietro Lavinire terelődött, kiderült: ennek a férfinak nincs személyi igazolványa, nem adózik, de munkanélküli segélyt sem vett fel, és nem is halt meg. Englisch felment az építkezés helyszínére, és ha először nem is találkozott vele, másodjára már igen. Itt a remete elbeszélte élete legfontosabb mozzanatait, melyeket az újságíró folytatásos cikkekben adott közre az olasz sajtóban. Később a magyarul is megjelenő Isten nyomai című könyvben írt Pietro atyáról.
- Pietro atya könyvet írt az életéről – címe Fel, a hegyek közé... (Lassú sui monti..., 1999) – és a környék természeti szépségéről, legendákról, melyeket pásztorok és hegymászók mondtak neki. Az atya sokszor említi, Isten akarata nélkül nem tudta volna felépíteni a templomot.

## A templomépítés
A templomot egy II–III. századi kápolna romjaira építette az atya. 1971. május 24-én kezdte meg az építkezést. Négy éven keresztül azzal volt elfoglalva, hogyan lehet egy patakot odavezetni a helyszínhez, hogy az építéshez szükséges víz a helyszínen legyen. A templomépítésről évtizedeken keresztül csak a falusiak tudtak. 2000. szeptember 17-én szentelte fel Gennaro Franceschetti, Fermo egyházmegye érseke Szent Leonárd (San Leonardo Sibillini)-templomnak, mely eseményről emléktábla készült. Negyvenévnyi munka után, 2009–10 körül már csak a harangtornyot építette. 2012-re befejezte a harangtorony lefedését, és 2013-ra a villanyvilágítást is megoldotta. Majd 2014 pünkösd vasárnapján június 8.-án orgonát kapott egy nemzetközi hírű hangszergyártó cégtől.